# Batrachostomus
Batrachostomus é um gênero de ave da família Podargidae.

## Espécies
Doze espécies são reconhecidas para o gênero Batrachostomus:
- Batrachostomus auritus
- Batrachostomus harterti
- Batrachostomus septimus
- Batrachostomus stellatus
- Batrachostomus moniliger
- Batrachostomus hodgsoni
- Batrachostomus poliolophus
- Batrachostomus mixtus
- Batrachostomus javensis
- Batrachostomus affinis
- Batrachostomus chaseni
- Batrachostomus cornutus